# Ivankivi járás
Az Ivankivi járás (ukránul: Іванківський район, magyar átírásban: Ivankivszkij rajon) közigazgatási egység volt Ukrajna Kijevi területén. Székhelye Ivankiv volt. A járást a 2020-as ukrajnai közigazgatási reform során megszüntették, területét és településeit a Vishorodi járáshoz csatolták.
A 15. század közepén a modern Ivankiv körüli területet "Zemlya Trudinivska" -nak (Trudinivska-föld) nevezték. Olehnja Juhnovich kijevi fiú tulajdona volt. 1524-ben I. Zsigmond lengyel király adta ezt a földet Kijev Burgess Tishko Proskura-nak. [3] 1589-ben Ivan Proskura lett ennek a földnek a tulajdonosa. A várost 1589-ben alapították, és Ivan Proskura után nevezték el. Először "Ivaniv" és "Ivanivka" -nak hívták, de később "Ivankiv" -ra változott. [4] A 17. század elején a krími tatárok négy katonai hadjáratot folytattak Polesia ellen, és ennek eredményeként Ivankovban sok embert megöltek, foglyul ejtettek és eladtak rabszolgának.
1645. május 30-án Hetman Stanisław Koniecpolski nagykorona erői megtámadták Ivankovot, amely akkoriban Olizar Wołczkiewicz tulajdona volt. [idézet szükséges]
A Helytörténeti Múzeumot állítólag elpusztították az ivankovi csata során, amely a 2022-es ukrajnai orosz invázió katonai szerepvállalása volt, ami Maria Prymachenko művész több mint húsz művének elvesztéséhez vezetett. [5] [6] A várost az orosz hadsereg földi bázisként használta a Kijev felé irányuló nyomás megerősítéséhez. A BBC idézte a helyi lakosokat, akik azt mondták, hogy a megszálló orosz erők nem engedélyezték az evakuálást, és tüzet nyitottak mindenkire, aki megpróbálta elhagyni a várost. [7]
Ivankiv a raion déli területének közepén található, Kijev és Pripjaty között fekszik. A csernobili erőműtől 68 km-re délre található, a kizárási zóna bejárata 32 km-re északra, Dytiatky-nál található. Ivankov városát nem érintette annyira a csernobili katasztrófa, mint más városokat.